# Berliner-Kindl-Schultheiss-Brauerei
Vous pouvez aider à l'améliorer ou bien discuter des problèmes sur sa page de discussion.
- Il ne cite pas suffisamment ses sources. Vous pouvez indiquer les passages à sourcer avec {{référence nécessaire}} ou {{Référence souhaitée}}, et inclure les références utiles en les liant aux notes de bas de page. (Marqué depuis mars 2021)
- Son texte doit être wikifié : il ne correspond pas à la mise en forme Wikipédia (style, typographie, liens internes, liens entre les wikis, etc.). (Marqué depuis mars 2021)

- Archive Wikiwix
- Bing
- Cairn
- DuckDuckGo
- E. Universalis
- Gallica
- Google
- G. Books
- G. News
- G. Scholar
- Persée
- Qwant
- (zh) Baidu
- (ru) Yandex
- (wd) trouver des œuvres sur Wikidata

La Berliner-Kindl-Schultheiss-Brauerei est une brasserie à Berlin-Alt-Hohenschönhausen, qui produit les marques Berliner Pilsner, Berliner Kindl, Engelhardt, Schultheiss et Berliner Bürgerbräu.

## Histoire
La brasserie Schultheiss est fondée en 1842 et acquise en 1864 par Adolf Roesicke, qui avait auparavant travaillé dans l'industrie du textile. Il confie à son fils Richard Roesicke la direction de la brasserie qui, suivant la Gründerzeit, en fait une brasserie industrielle à grande échelle. Pour obtenir des capitaux supplémentaires pour l'expansion, la brasserie est convertie en 1871 en une société par actions.
En 1891, la Schultheiss-Brauerei fusionne avec l'un de ses principaux concurrents, la Tivoli-Brauerei. Cependant, la nouvelle société continue sous le nom de Schultheiss, les installations de production de Tivoli à Kreuzberg sont dénommées Division II.
La famille Roesicke acquiert en 1877 la Waldschlösschen-Brauerei à Dessau, qui devient en 1896 la division III du groupe Schultheiss. En 1898, Borussia-Brauerei à Berlin-Niederschöneweide devient la division IV, en 1910 la Pfeifferhof-Brauerei à Breslau la division V et en 1914, la fusion avec la Berliner Unions-Brauerei la division VI, qui comprend aussi deux autres brasseries à Eberswalde et Schneidemühl.
De 1914 à 1917, la direction de l'entreprise construit une nouvelle malterie à Berlin-Schöneberg. Bien que la Première Guerre mondiale entraîne des problèmes économiques, la nouvelle malterie est achevée, d'autres acquisitions concernent notamment les Spandauer Bergbrauerei et Brauerei Pfefferberg.
Schultheiss fusionne en 1920 avec une autre grande brasserie berlinoise, l'Aktien-Brauerei-Gesellschaft Friedrichshöhe, anciennement Patzenhofer, pour former la Schultheiss-Patzenhofer Brauerei AG. En 1937, elle prend le nom de Schultheiss Brauerei AG. La même année, tous les sites de production sont nommés par le régime nazi comme une entreprise de modèle national-socialiste.
Après 1946, seules sept brasseries de Berlin (Est et Ouest) et une de Dessau appartiennent au groupe Schultheiss. En 1946, l'administration militaire soviétique en Allemagne s'approprie les brasseries Schultheiss de son territoire. Cependant, elles continuent à produire de la bière sous la marque. En 1959, la brasserie de Schöneweide devient la Bärenquell-Brauerei.
La première brasserie, la division I, devient un monument historique classé dans les années 1970. La division II à Kreuzberg, active de 1891 à 1994, est aussi classée après la fermeture.
En juillet 1972, Schultheiss fusionne avec le groupe DAB.
La réunification allemande aboutit à la réunification de plusieurs des parties opérationnelles de Schultheiss. L'ancienne division III de la brasserie Kindl revient dans le groupe Schultheiss. La société qui en résulte se nomme Berliner-Kindl-Schultheiss-Brauerei GmbH.
La malterie de Schöneberg est vacante en 1990, le Kitkatclub en utilise une partie de 2001 à 2007. Depuis 2005, le site appartient à un investisseur suisse qui veut créer un centre de création pour différents usages.
En 2004, Berliner-Kindl-Schultheiss-Brauerei est rachetée par le groupe Radeberger.